# Sněhový hrad v Kemi

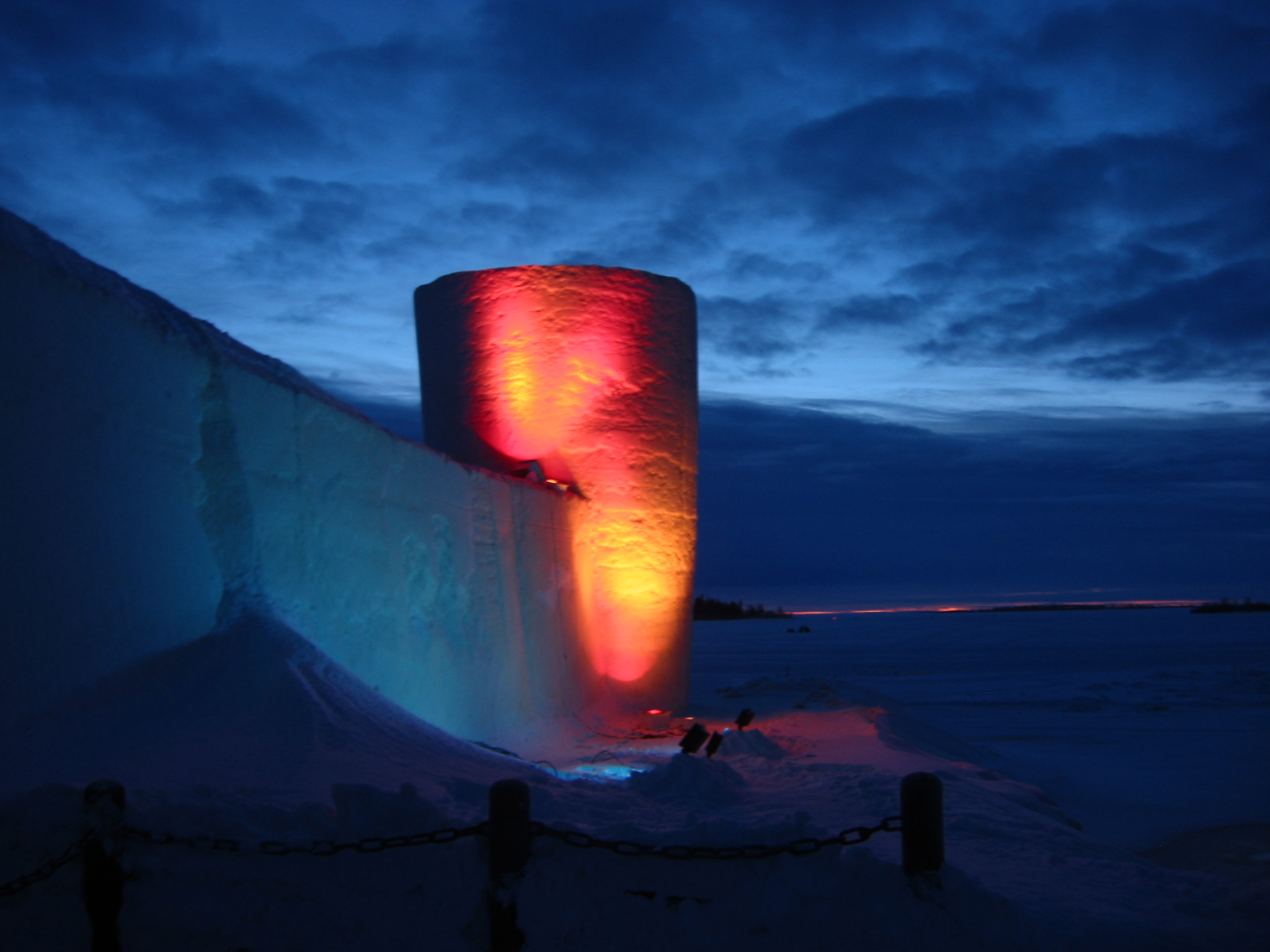
Sněhový hrad v Kemi v roce 2006

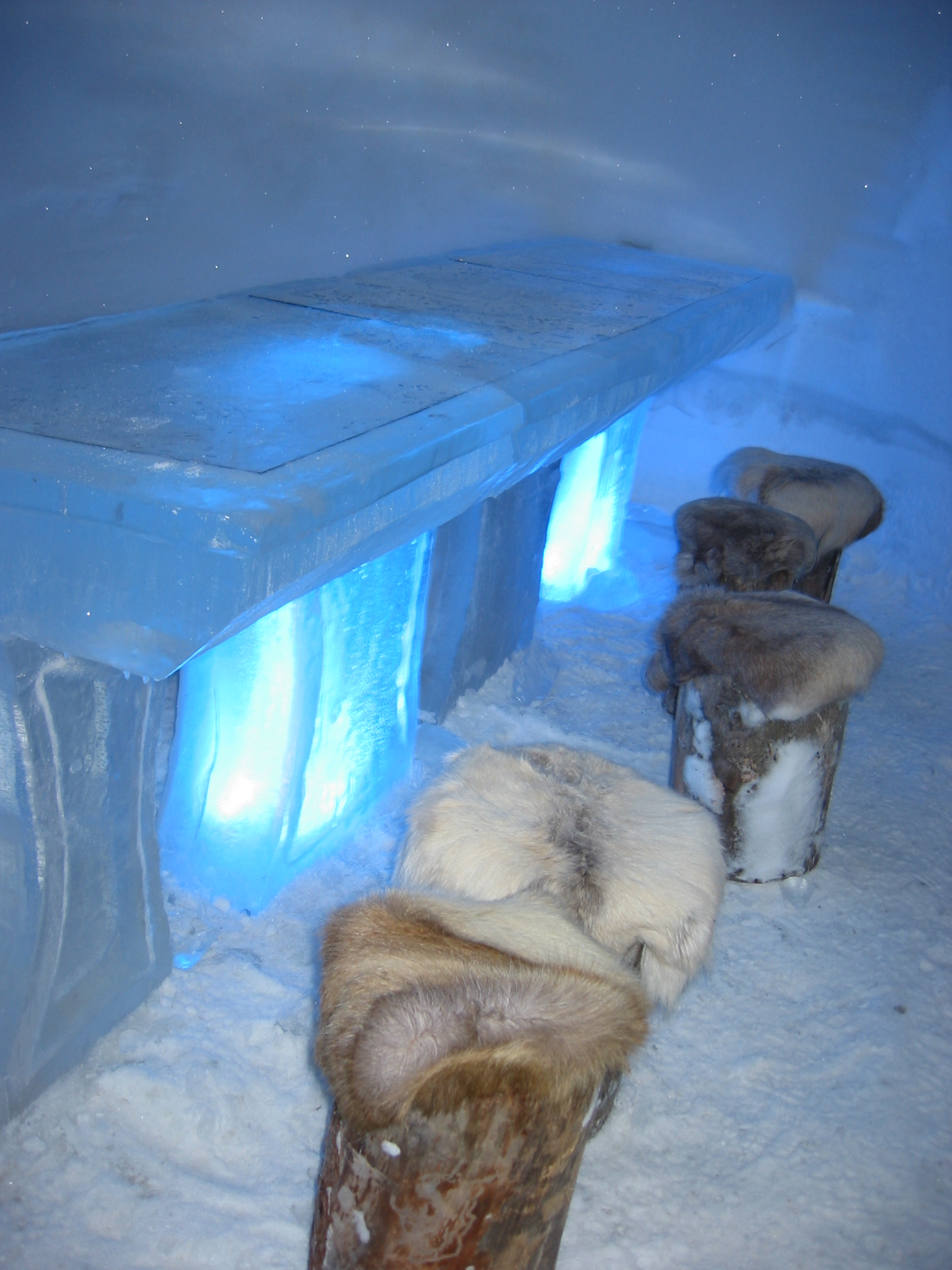
Sněhová restaurace

Sněhový hrad v Kemi (finsky Kemin lumilinna) je největším sněhovým hradem světa. Každoročně je postaven znovu a nikdy nevypadá dva roky po sobě stejně. První hrad byl postaven v roce 1996 a navštívilo ho 300 000 návštěvníků.
Rozloha hradu se pohybuje mezi 13 000 a 20 000 m2. Nejvyšší věže bývají přes 20 metrů vysoké a nejdelší zdi přes 1 km dlouhé. Hrad mívá až tři poschodí. Ačkoli podoba hradu se mění, tři prvky má hrad vždycky, a to kapli, restauraci a hotel.
- Ve sněhové restauraci jsou stoly z ledu, sedačky pokryté sobí srstí a ledové sochy.
- Ekumenická Sněhová kaple s 50 až 100 místy k sezení je často využívána ke svatbám páry až z Japonska nebo Hongkongu.
- Sněhový hotel nabízí dvoulůžkové pokoje a pokoje s manželskou postelí. Všechny jsou dekorovány díly místních umělců za použití místních materiálů.

Sněhový hrad nabízí také věci jako pohádkovou zemi pro děti, divadlo a výstavy ledového umění. Účinkovalo zde již mnoho tanečníků a operních pěvců a pěvkyň.